# アポトーシス
アポトーシス、アポプトーシス (英語: apoptosis) とは、多細胞生物の体を構成する細胞の死に方の一種で、個体をより良い状態に保つために積極的に引き起こされる、管理・調節された細胞の自殺すなわちプログラムされた細胞死（狭義にはその中の、カスパーゼに依存する型）のこと。ネクローシス（necrosis）の対義語。
Apoptosis の語源はギリシャ語の ἀπόπτωσις（apoptōsis アポプトーシス）：「apo-（離れて）」と「ptōsis（落下、転倒）」に由来し、「（枯れ葉などが木から）落ちる」という意味である。英語では [ˌæpəˈtoʊsəs, ˌæpəpˈtoʊsəs]と発音されるが、この語が最初に提唱された論文では2番目のpを黙字としている。

## 特徴
特徴としては、順番に
1. 細胞膜構造変化（細胞が丸くなり、急速に縮小する）、隣接細胞から離れる
2. 核クロマチンが凝縮する
3. 核が凝縮する（核濃縮）
4. DNA 断片化（DNAが短い単位〈ヌクレオソームに相当〉に切断される）
5. 細胞が小型の「アポトーシス小胞」とよぶ構造に分解する
6. マクロファージなどの組織球や周辺の細胞がアポトーシス小胞を貪食する

といった変化を見せる。
多細胞生物の生体内では、癌化した細胞（そのほか内部に異常を起こした細胞）のほとんどは、アポトーシスによって取り除かれ続けており、これにより、ほとんどの腫瘍の成長は未然に防がれている。また、生物の発生過程では、あらかじめ決まった時期に決まった場所で細胞死が起こり（プログラムされた細胞死）、これが生物の形態変化などの原動力として働いているが、この細胞死もアポトーシスの仕組みによって起こる。例えばオタマジャクシからカエルに変態する際に尻尾がなくなるのはアポトーシスによる。線虫では発生において起こるアポトーシスがすべて記載されている。人の指の形成過程も、最初は指の間が埋まった状態で形成され、後にアポトーシスによって指の間の細胞が死滅することで完成する。さらに免疫系でも自己抗原に反応する細胞の除去など重要な役割を果たす。
シドニー・ブレナー、ロバート・ホロビッツ、ジョン・サルストンはこの業績により2002年のノーベル生理学・医学賞を受賞した。
アポトーシスを開始させる細胞内のシグナル伝達経路は主にこの線虫の遺伝学的研究から明らかになった。その後線虫や昆虫から哺乳類まで多細胞動物のアポトーシス経路には共通点が多いことが明らかとなった。これは非常に複雑に調節されるネットワークであるが、カスパーゼと総称される一連のプロテアーゼが中心的な働きをし、下流のカスパーゼを順に切断・活性化していくこと、また「アポトーシスの司令塔」であるミトコンドリアも重要な働きをなすことが特徴である。おおよそ次のようにまとめられる。

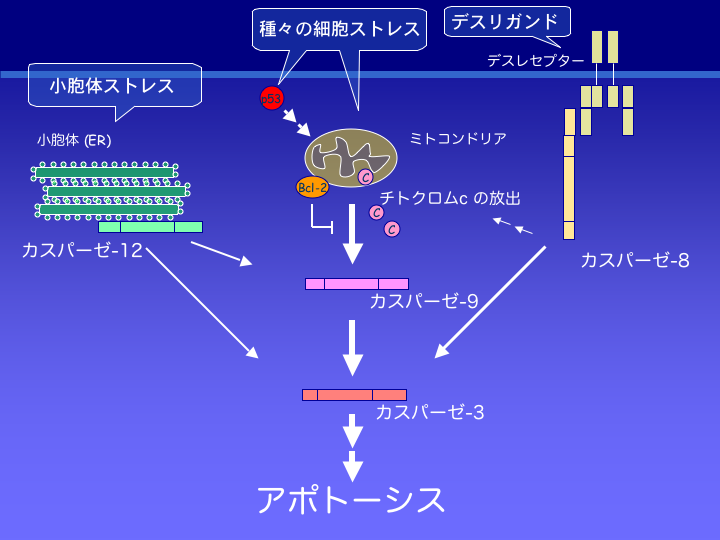
アポトーシスの主経路

- TNFやFasリガンドなどのサイトカイン（デスリガンド）による細胞外からのシグナル ⇒ 受容体（デスレセプター）⇒ カスパーゼ-8,-10 ⇒ カスパーゼ-3
- DNA損傷など ⇒ p53 ⇒ ミトコンドリア上のBax、Bakなどのタンパク質からなるシグナル系による制御（またはミトコンドリア自体の異常）⇒ ミトコンドリアからシトクロムcの漏出 ⇒ カスパーゼ-9 ⇒ カスパーゼ-3
- 小胞体ストレス（小胞体で異常なタンパク質が生成するなど）⇒ カスパーゼ-12 ⇒ カスパーゼ-3

カスパーゼ-3がその他のタンパク質を分解するなどしてアポトーシスを決行させる。現在普通にはこのような経路による細胞死を特にアポトーシスと呼んでいるが、植物などで異なるメカニズムによる細胞死をアポトーシスと呼ぶこともある（これらについてはプログラム細胞死を参照）。